# Erik Nilson
Erik Agabus Nilson (i riksdagen kallad Nilsson i Örebro; även kallad E.A. Nilson), född 13 februari 1862 i Sköllersta, död 17 september 1925 i Stockholm, var en svensk affärsman, frikyrkoman och politiker (liberal). Far till Einar Gjerstad.
Erik Nilson, som kom från en bondefamilj, var spannmålshandlare 1899–1910 i Örebro, där han också var ledamot i stadsfullmäktige 1899–1911 och i drätselkammaren 1893–1895. Han var också frikyrkligt verksam och ingick i ledningen för Örebro brödraförsamling 1891–1892 och 1906 samt i styrelsen för Svenska missionsförbundet 1917–1923, där han företrädde den Waldenströmska riktningen.
Han var riksdagsledamot i andra kammaren 1906–1924 (1906–1911 för Örebro valkrets, 1912–1921 för Örebro läns norra valkrets och 1922–1924 för Örebro läns valkrets) och tillhörde Frisinnade landsföreningens riksdagsparti Liberala samlingspartiet fram till 1923. Efter den liberala partisplittringen anslöt han sig till Sveriges liberala parti och var ordförande i dess riksdagsparti Liberala riksdagspartiet 1924–1925.
I riksdagen blev han en tongivande försvarspolitiker och ingick i ett mycket stort antal statliga utredningar på området. Han var Civilkommissionens ordförande 1911–1915 och var även krigsminister i Nils Edéns regering 1917–1920.
Han var också vice ordförande för 1912 års andra särskilda utskott om Socialstyrelsen och ledamot i statsutskottet 1912 och 1914–1917. Åren 1923–1924 var han andra kammarens förste vice talman. Erik Nilson är begraven på Nikolai kyrkogård i Örebro.